# ウキアゼナ
ウキアゼナ（浮畔菜、学名: Bacopa rotundifolia）は、北米原産の帰化植物である。一年草の浮葉から湿生植物で、水面を染めるように広がる。

## 分布
北アメリカの温帯域原産。中国、ヨーロッパの温帯域で野生化している。
日本では、1954年（昭和29年）に岡山県一宮町（現：岡山市北区）で難波早苗が採取したことが1966年（昭和41年）に報告されたほか、1965年（昭和40年）に山崎敬が兵庫県尼崎市と大阪府豊中市の所産を報告した。さらに愛知県名古屋市からも報告されて帰化し、その後中部地方以西の本州、四国、九州に広がった。河川や、流れの緩やかな水路、水田などに生育する。岡山県ではイグサ田の中に多く見られる。

## 特徴
茎は水中に沈み、枝は分岐しながら地上や水面を匍匐し、長さ20 - 60センチメートル (cm) になり、毛が多く生える。湿地に生える場合は茎が直立する。茎内部には通気孔がよく発達している。葉は無柄で対生し、円形から倒卵形、地上生のものはへら形で、長さ1.5 - 3.5 cm、幅1 - 3 cm。気室があるため質は厚く、葉脈が7 - 13脈ほど掌状に伸びる。
花期は秋（8 - 10月）。上部の葉腋から5 - 18ミリメートル (mm) の花柄が1 - 4個出て、径8 mmの白色から淡紅色の花をつける。花筒は長さ8 - 10 mm、上部で5つに裂け、列片は卵形をしている。雄しべは4本で花糸は極短く、雌しべは1本で甚だ短い。萼は5個、楕円形で先は鈍く、長さ4 - 5 mm、幅1.5 - 2 mm。無毛で、外側の2個は内側の3個よりも幅が広い。果実（蒴果）は球形で長さ約5 mmで、0.25 mm小さな種子が多数詰まっている。オトメアゼナと混同されるが、オトメアゼナは沖縄県でのみ帰化しており、葉は卵形。